# オロモ暦
オロモ暦は、かつてエチオピア南部とケニア北部に住むオロモ族が使用していたと考えられている暦体系である。 この暦は、ナモラトゥガで発見された紀元前300年頃に開発された初期のクシ語暦に基づいていると主張されている。 しかし、ナモラトゥンガ遺跡を再考した結果、天文学者で考古学者のクライヴ・ラグルズは、関係はないと結論付けた。 カレンダーには週はなく、月の各日の名前がある。 

## 歴史
オロモ人は紀元前 300 年頃に独自の暦を作成したと考えられている。 ケニア北部のナモラトゥンガ遺跡で、西ボラナが使用する星座の方向を示す石柱が発見された。 Namoraatungaa II には、オロモ暦で使用される 7 つの星座の方向に面した 19 の玄武岩の柱がある。 星はさんかく座 (アファン オロモ: ミミ)、プレアデス (アファン オロモ: ブソン)、ベラトリックス (アファン オロモ: アルガジマ)、アルデバラン (バケルチェ)、セントラル オリオン (アファン オロモ: アルベ ガドゥ)、サイフ (アファン) Oromo: Urji Wola) と Sirius (Bas)。 オロモ暦は、この天文学者がこれを発明するために使用したと考えられている。

## 構造
オロモ暦は星と月に基づいているため、月と七つの星座を訪れることが重要である。 オロモ暦の月の名前は、2 月/ビトテス (さんかく座)、5 月/チャムサ (プレアデス)、ブファ (アルデバラン)、ウォチェベジ (ベラトリックス)、オボラ グダ (中央オリオン サイフ)、オボラ ティカ (シリウス)、ビール（ずる）。 三日月）、茶川（ギボー）、サダセ（クォータームーン）、アベラサ（大三日月）、アマジ（中三日月）、グランドラ（小三日月）。